# Anneau principal non commutatif
Par anneau principal non commutatif on entend ici un anneau qui généralise la notion classique d'anneau principal au cas non commutatif. Ce qui suit est donc valide dans le cas commutatif également. Les exemples d'anneaux principaux non commutatifs abondent, et l'on peut citer notamment l'anneau {\displaystyle B_{1}\left(k\right)}  des opérateurs différentiels à coefficients dans {\displaystyle k\left(t\right)} où {\displaystyle k} est un corps commutatif.

## Définitions et propriétés

### Anneau principal
Un anneau sans diviseur de zéro {\displaystyle R} est appelé un anneau principal à gauche si tout idéal à gauche de {\displaystyle R} est principal, i.e. de la forme {\displaystyle Ra} où {\displaystyle a\in R}. On définit de même un anneau principal à droite, et un anneau principal est un anneau principal à gauche qui est un anneau principal à droite.
Il est clair qu'un anneau principal à gauche {\displaystyle R} est noethérien à gauche, donc est un anneau d'Ore à gauche. Il admet donc un corps de fractions à gauche.

### Élément invariant
Soit {\displaystyle R} un anneau sans diviseur de zéro. Un élément {\displaystyle c\neq 0} de {\displaystyle R} est dit invariant si {\displaystyle Rc=cR}. On alors {\displaystyle Rc=cRc}. L'idéal {\displaystyle Rc} des multiples à gauche de {\displaystyle c} coïncide donc avec l'idéal {\displaystyle cR} de ses multiples à droite, et on montre aisément que, de même, l'ensemble des diviseurs à gauche de {\displaystyle c} coïncide avec l'ensemble de ses diviseurs à droite. Soit {\displaystyle a,b\in R\backslash \left\{0\right\}}. On dit que {\displaystyle a} est un diviseur total de {\displaystyle b}, et on écrit {\displaystyle a\parallel b}, s'il existe un élément invariant {\displaystyle c} tel que {\displaystyle a|c|b}. Si l'anneau {\displaystyle R} est simple, ses seuls éléments invariants sont les unités (i.e. les éléments inversibles) dont les seuls diviseurs sont de nouveau les unités.

### Élément borné et élément totalement non borné
Soit {\displaystyle R} un anneau sans diviseur de zéro. Un élément {\displaystyle q} de {\displaystyle R} est dit borné à gauche si le {\displaystyle R}-module à gauche {\displaystyle R/Rq} n'est pas fidèle. On définit de même un élément borné à droite, et un élément borné est un élément qui est borné à gauche et à droite. Un élément {\displaystyle u} de {\displaystyle R} est dit totalement non borné s'il n'a pas d'autres diviseurs bornés que les unités (i.e. les éléments inversibles) de {\displaystyle R}. Si l'anneau {\displaystyle R} est simple, tout élément de {\displaystyle R} qui n'est pas une unité est totalement non borné.

### Atome et anneau atomique
Dans un anneau {\displaystyle R} sans diviseur de zéro, un atome est un élément qui ne peut pas s'écrire sous forme de produit de deux éléments qui ne seraient pas des unités. Un élément de {\displaystyle R} est dit atomique s'il est un produit fini d'atomes. L'anneau {\displaystyle R} est atomique si tout élément de {\displaystyle R} qui n'est pas une unité est atomique.
Un anneau (éventuellement non commutatif) est principal si, et seulement s'il est bézoutien et atomique.

### Éléments semblables
Soit {\displaystyle R} un anneau sans diviseur de zéro et {\displaystyle a,b} deux éléments non nuls de {\displaystyle R}. Alors il existe un isomorphisme {\displaystyle R/Ra\cong R/Rb} si, et seulement s'il existe un isomorphisme {\displaystyle R/aR\cong R/bR}. Dans ce cas, {\displaystyle a} et {\displaystyle b} sont dits semblables.

## Exemples
Soit l'anneau des opérateurs différentiels de la forme
{\displaystyle a_{0}\left(t\right){\frac {d^{n}}{dt^{n}}}+a_{1}\left(t\right){\frac {d^{n-1}}{dt^{n-1}}}+...+a_{n}\left(t\right)}.
où les {\displaystyle a_{i}\left(t\right)} sont des fractions rationnelles en {\displaystyle t} à coefficients dans le corps {\displaystyle k=\mathbb {R} } ou {\displaystyle \mathbb {C} }. Cet anneau {\displaystyle B_{1}\left(k\right)} est un anneau principal simple.

Plus généralement, soit {\displaystyle K} un corps, {\displaystyle \alpha } un automorphisme de {\displaystyle K} et {\displaystyle \delta :K\rightarrow K} une {\displaystyle \alpha }-dérivation, et considérons l'anneau {\displaystyle R=K[X;\alpha ,\delta ]} des polynômes tordus d'indéterminée {\displaystyle X} à coefficients dans {\displaystyle K} (voir l'article anneau de Dedekind non commutatif). Cet anneau {\displaystyle R} est principal (il est même euclidien). De plus, en supposant {\displaystyle K} commutatif, il est simple si {\displaystyle \delta :K\rightarrow K} est une dérivation extérieure, la réciproque étant exacte si {\displaystyle K} est de caractéristique 0.

Soit de nouveau {\displaystyle K} un corps, {\displaystyle \alpha } un automorphisme de {\displaystyle K} et considérons l'anneau des polynômes de Laurent tordus {\displaystyle L=K\left[Y,Y^{-1};\alpha \right]} (voir l'article anneau de Dedekind non commutatif). Cet anneau {\displaystyle L} est principal (car obtenu par localisation d'un anneau principal) et, en supposant {\displaystyle K} commutatif, {\displaystyle L} est simple si, et seulement si aucune puissance de {\displaystyle \alpha } n'est un automorphisme intérieur de {\displaystyle K}.

Rappelons (voir l'article anneau de Dedekind non commutatif) que, ci-dessus, la loi de commutation s'écrit {\displaystyle Xa=a^{\alpha }X+a^{\delta }} pour tout {\displaystyle a\in K}. En posant {\displaystyle Z=X^{-1}} on obtient pour loi de commutation {\displaystyle aZ=Za^{\alpha }+Za^{\delta }Z}. On peut alors former l'anneau des séries formelles tordues, noté {\displaystyle S=K[[Z;\alpha ,\delta ]]}. Cet anneau est principal et local (avec pour unique idéal maximal {\displaystyle SZS}). Notons que tous les idéaux de {\displaystyle S} sont bilatères, de la forme {\displaystyle SZ^{n}S}.

## Forme de Jacobson-Teichmüller
Par une démonstration semblable à celle du théorème des facteurs invariants (mais en prenant en compte la non commutativité éventuelle de l'anneau principal {\displaystyle R}), on montre ce qui suit: 
Soit {\displaystyle A} une matrice à éléments dans {\displaystyle R}. Il existe des matrices inversibles {\displaystyle P} et {\displaystyle Q} telles que
{\displaystyle P^{-1}AQ=diag\left(e_{1},...,e_{r},0,...,0\right)}, {\displaystyle e_{i}\parallel e_{i+1}}, {\displaystyle e_{r}\neq 0}
où {\displaystyle r} est le rang de {\displaystyle A} et où chaque {\displaystyle e_{i}} est déterminé de manière unique à une similitude près. Notons que la matrice ci-dessus n'est pas nécessairement carrée.
L'existence de cette forme a été démontrée par Jacobson dans le cas où {\displaystyle R} est un anneau euclidien non commutatif, résultat qui a été généralisé par Teichmüller au cas où {\displaystyle R} est un anneau principal non commutatif. L'unicité des {\displaystyle e_{i}} à une similitude près a été démontrée par Nakayama.

## Modules sur les anneaux principaux non commutatifs
Soit {\displaystyle R} un anneau principal non nécessairement commutatif et {\displaystyle M} un {\displaystyle R}-module à gauche de type fini. On a la décomposition
{\displaystyle M={\mathcal {T}}\left(M\right)\oplus F}
où {\displaystyle {\mathcal {T}}\left(M\right)} est le sous-module de torsion de {\displaystyle M} (qui est bien défini car, {\displaystyle R} étant Noethérien, c'est un anneau d'Ore) et où {\displaystyle F} est un sous-module libre. 
Traduisons en termes de module le résultat sur la forme normale de Jacobson-Teichmüller: {\displaystyle {\mathcal {T}}\left(M\right)} est une somme directe de sous-modules cycliques, i.e. il existe des éléments {\displaystyle e_{i}\left(1\leq i\leq r\right)} tels que 
{\displaystyle {\mathcal {T}}\left(M\right)\cong \oplus _{1\leq i\leq r}R/Re_{i}}
où {\displaystyle e_{i}\parallel e_{i+1}}, et les sous-modules cycliques {\displaystyle R/Re_{i}} sont déterminés de manière unique à un isomorphisme près.
Voyons maintenant comment se généralise la théorie classique des diviseurs élémentaires: soit {\displaystyle T} un {\displaystyle R}-module de torsion à gauche de type fini. Alors
{\displaystyle T\cong R/Rq_{1}\oplus ...\oplus R/Rq_{k}\oplus R/Ru}
où chaque {\displaystyle q_{i}} est un produit d'atomes bornés semblables deux à deux et où {\displaystyle u} est totalement non borné. Si l'anneau {\displaystyle R} est simple, la somme directe ci-dessus se réduit au dernier terme.